# Karl Fritscher
Karl Fritscher (* 28. Juli 1875 in Müglitz, Österreich-Ungarn; † 1945) war ein tschechischer Geistlicher und ab 1929 Abgeordneter des Tschechoslowakischen Parlaments.

## Leben
Fritscher, Sohn eines Kürschners, besuchte das Staatsgymnasium in Kremsier. Nach dem Studium der Katholischen Theologie wurde er 1898 zum Priester geweiht und wirkte danach als Pfarrer in Zwittau. Dort war er Vorsitzender der Katholischen Arbeitervereine, gründete den Mütterbund und baute das katholische Vereinshaus. 
1925 wurde er in den Tschechoslowakischen Senat, 1929 in das Abgeordnetenhaus gewählt.